# Bruchophagus striatifemur
Bruchophagus striatifemur är en stekelart som först beskrevs av Girault 1929.  Bruchophagus striatifemur ingår i släktet Bruchophagus och familjen kragglanssteklar. Inga underarter finns listade.